# Isabel Carlota de Lorena
Isabel Carlota Gabriela de Lorena (Palácio Ducal de Nancy, 21 de outubro de 1700  — Castelo de Lunéville, 4 de maio de 1711) foi uma princesa de Lorena. Morreu de varíola aos dez anos de idade. Era abadessa titular de Remiremont.

## Biografia
Isabel Carlota Gabriela de Lorena, que recebeu o nome em honra da mãe, nasceu no Palácio Ducal de Lorena, em Nancy, a capital do ducado de Lorena, do qual o seu pai era duque. A sua mãe pertencia à Casa de Bourbon, que, na época, reinava o Reino de França.
Foi a segunda filha do casal, mas a primeira menina, sendo que o seu irmão mais velho tinha morrido no ano anterior.
O seu pai, o duque Leopoldo de Lorena, queria que ela se tornasse abadessa na prestigiosa abadia de Remiremont, uma instituição beneditina perto de Remiremont, Vosges. A abadia tinha uma relação próxima com a Casa de Lorena, uma vez que muitas das suas antigas abadessas eram da família. O seu pai pediu à abadessa da altura, a princesa Doroteia Maria de Salm que pressionasse os professores de Sorbonne, a histórica Universidade de Paris. Em vez disso, o rei Luís XIV, tio da sua mãe, nomeou a sua sobrinha-neta soberana daquele território. Apesar dessa ordem, os professores não responderam ao rei até à morte da princesa quando esta tinha dez anos de idade.
A jovem princesa morreu de varíola no Château de Lunéville (residência campestre dos duques de Lorena) tendo posteriormente transmitido a doença ao seu irmão, o príncipe herdeiro de Lorena e à sua irmã mais nova, a princesa Maria Gabriela. As três crianças morreram com poucos dias de diferença entre si. A princesa encontra-se enterrada na cripta da igreja de Saint-François-des-Cordeliers, Nancy, França.
O seu irmão mais novo, o príncipe Francisco Estêvão, tornou-se sacro-imperador da Áustria. A sua irmã mais nova, a princesa Ana Carlota, que ela nunca conheceu, acabaria por se tornar abadessa de Remiremont. Quando Isabel Carlota morreu, a sua mãe encontrava-se grávida da futura rainha da Sardenha.

## Genealogia
| Isabel Carlota de Lorena | Pai: Leopoldo, Duque de Lorena | Avô paterno: Carlos V da Lorena                   | Bisavô paterno: Nicolau II da Lorena             |
| Isabel Carlota de Lorena | Pai: Leopoldo, Duque de Lorena | Avô paterno: Carlos V da Lorena                   | Bisavó paterna: Cláudia de Lorena                |
| Isabel Carlota de Lorena | Pai: Leopoldo, Duque de Lorena | Avó paterna: Leonor da Áustria, Rainha da Polónia | Bisavô paterno: Fernando III de Habsburgo        |
| Isabel Carlota de Lorena | Pai: Leopoldo, Duque de Lorena | Avó paterna: Leonor da Áustria, Rainha da Polónia | Bisavó paterna: Leonor Gonzaga                   |
| Isabel Carlota de Lorena | Mãe: Isabel Carlota de Orleães | Avô materno: Filipe I, Duque de Orleães           | Bisavô materno: Luís XIII de França              |
| Isabel Carlota de Lorena | Mãe: Isabel Carlota de Orleães | Avô materno: Filipe I, Duque de Orleães           | Bisavó materna: Ana de Áustria, rainha de França |
| Isabel Carlota de Lorena | Mãe: Isabel Carlota de Orleães | Avó materna: Isabel Carlota do Palatinado         | Bisavô materno: Carlos I Luís, Eleitor Palatino  |
| Isabel Carlota de Lorena | Mãe: Isabel Carlota de Orleães | Avó materna: Isabel Carlota do Palatinado         | Bisavó materna: Carlota de Hesse-Cassel          |

## Títulos, formas de tratamento, honras e brasão de armas

### Títulos e formas de tratamento
- 21 de Outubro de 1700 – 4 de Maio de 1711 Sua alteza a princesa Isabel Carlota de Lorena